# محمد فاضل اللنكراني
محمد فاضل اللنكراني (1931مـ قم -2008مـ) كان من مراجع الشيعة الإيرانيين المعاصرين. وكان من تلامذة حسين البروجردي وروح الله الخميني. كان أبوه فاضل اللنكراني من أهالي مدينة لنكران في أذربيجان الحالي.

## ولادته
ولد فاضل اللنكراني عام 1350هـ(1931مـ ) بمدينة قم الإيرانية.

## دراسته
بعد إكماله الدراسة الابتدائية وفي 13 من عمره، بدأ بدراسة العلوم الدينية في الحوزة العلمية بقم المقدّسة، فأنهى مرحلة المقدّمات والسطوح خلال ستّ سنوات، ثمّ شرع بعدها بدراسة مرحلة البحث الخارج في الفقه والأُصول وفي 19 من عمره التحق بصف دروس الفقه والأصول الاستدلاليين لحسين البروجردي، واستطاع الحصول على درجة الاجتهاد، وهو في سنّ الخامسة والعشرين.

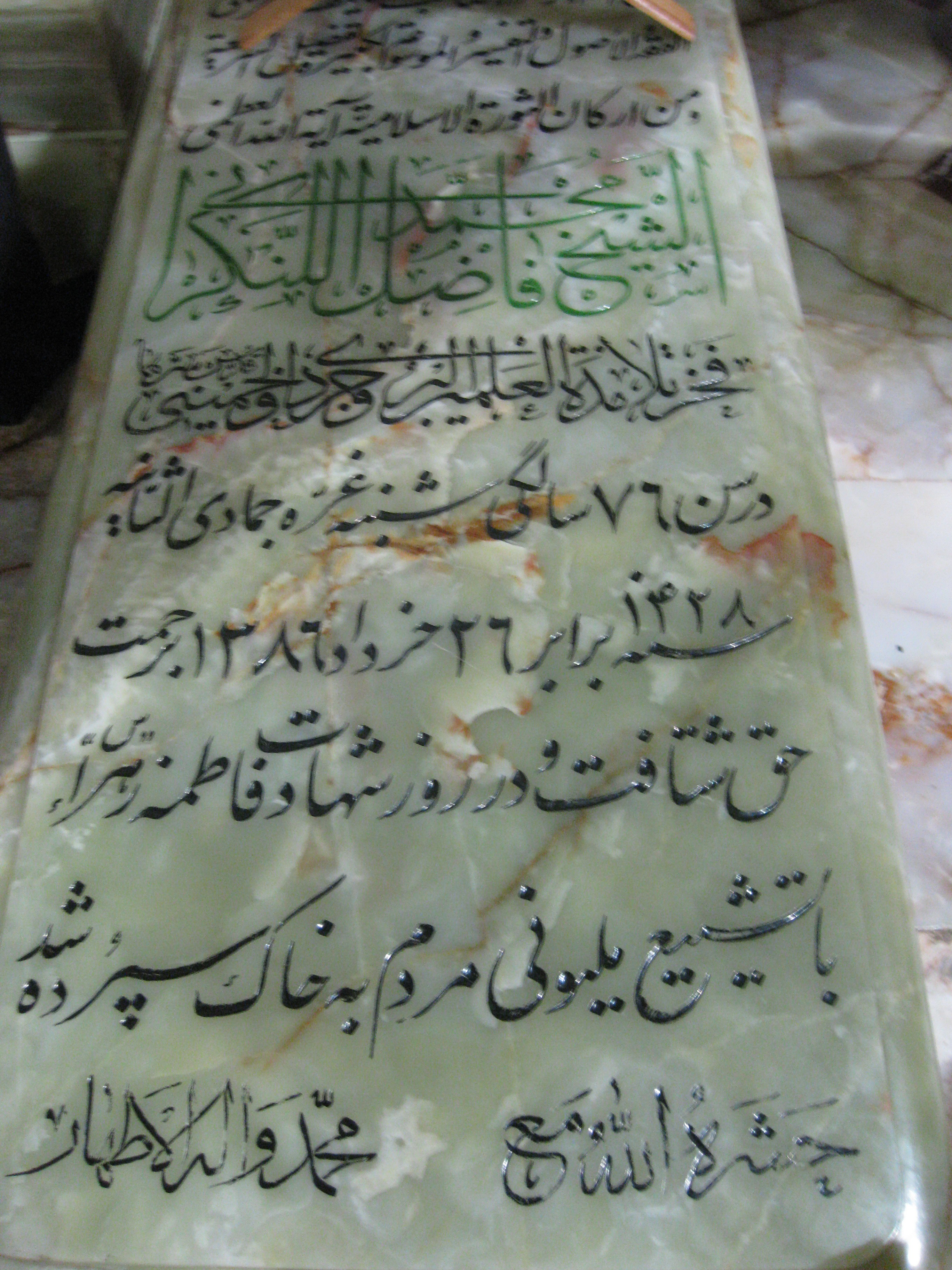
مقبرة الشيخ محمد فاضل اللنكراني في حرم فاطمة بنت موسى الكاظم بمدينة قم الإيرانية

## من أساتذته
1. حسين البروجردي
2. محمد حسين الطباطبائي[2]
3. روح الله الخميني[3]

## منصبه
أصبح عضواً في مجلس خبراء القيادة بعد انتصار الثورة الإسلامية في إيران، ورأس مجلس الإدارة في الحوزة العلمية بقم مدّة تزيد على عشر سنوات.

## تدريسه
درّس مرحلة البحث الخارج في الفقه والأُصول مدّة تزيد على ثلاثين عاماً في الحوزة العلمية بقم.

## من تلامذته
1. الشيخ محمد جواد اللنكراني (نجله)
2. الشيخ محمد ري شهري
3. الشيخ مصطفي البروجردي
4. الشيخ عيسى أحمد قاسم
5. الشيخ حسين انصاريان
6. الشيخ مهدي المهريزي
7. السيّد عادل العلوي
8. الشيخ محمد جواد الطبسي
9. الشيخ نجم الدين الطبسي
10. الشيخ محمد جعفر الطبسي
11. الشيخ محمد أمين الأميني
12. الشيخ فاضل الكاشاني

## من مؤلّفاته
1. تفصيل الشريعة في شرح تحرير الوسيلة[4]
2. معتمد الأُصول
3. تقريرات بحوث الإمام الخميني
4. نهاية التقرير في مباحث الصلاة
5. أحكام الحجّ من تحرير الوسيلة
6. آية التطهير رؤية مبتكرة
7. الأحكام الواضحة
8. الدولة الإسلامية
9. الاجتهاد والتقليد
10. القواعد الفقهية
11. مدخل التفسير
12. رسالة في حكم الصلاة باللباس المشكوك فيه
13. رسالة في قاعدة الفراغ والتجاوز
14. جامع المسائل (باللغة الفارسية)
15. مناسك الحج

## وفاته
تُوفّي في الأوّل من جمادى الثانية 1428هـ، بمدينة قم، وصلّى على جثمانه المرجع الديني الشيخ حسين وحيد الخراساني، ودُفن بجوار مرقد فاطمة المعصومة.

## وصلات خارجية
- موقع المرجع الديني الشيخ محمد فاضل اللنكراني